# 臺南市第二期平實營區重劃區
臺南市第二期平實營區重劃區（簡稱東台南副都心、臺南二期、平實重劃區，地方稱為南臺灣信義計畫區）位於臺南市東區內，是臺南市政府地政局規劃的市地重劃區之一，其用地前身為中華民國陸軍的平實營區及眷村精忠三村，後經臺南市政府辦理都市計畫變更所完成的公辦市地重劃區。

## 簡介

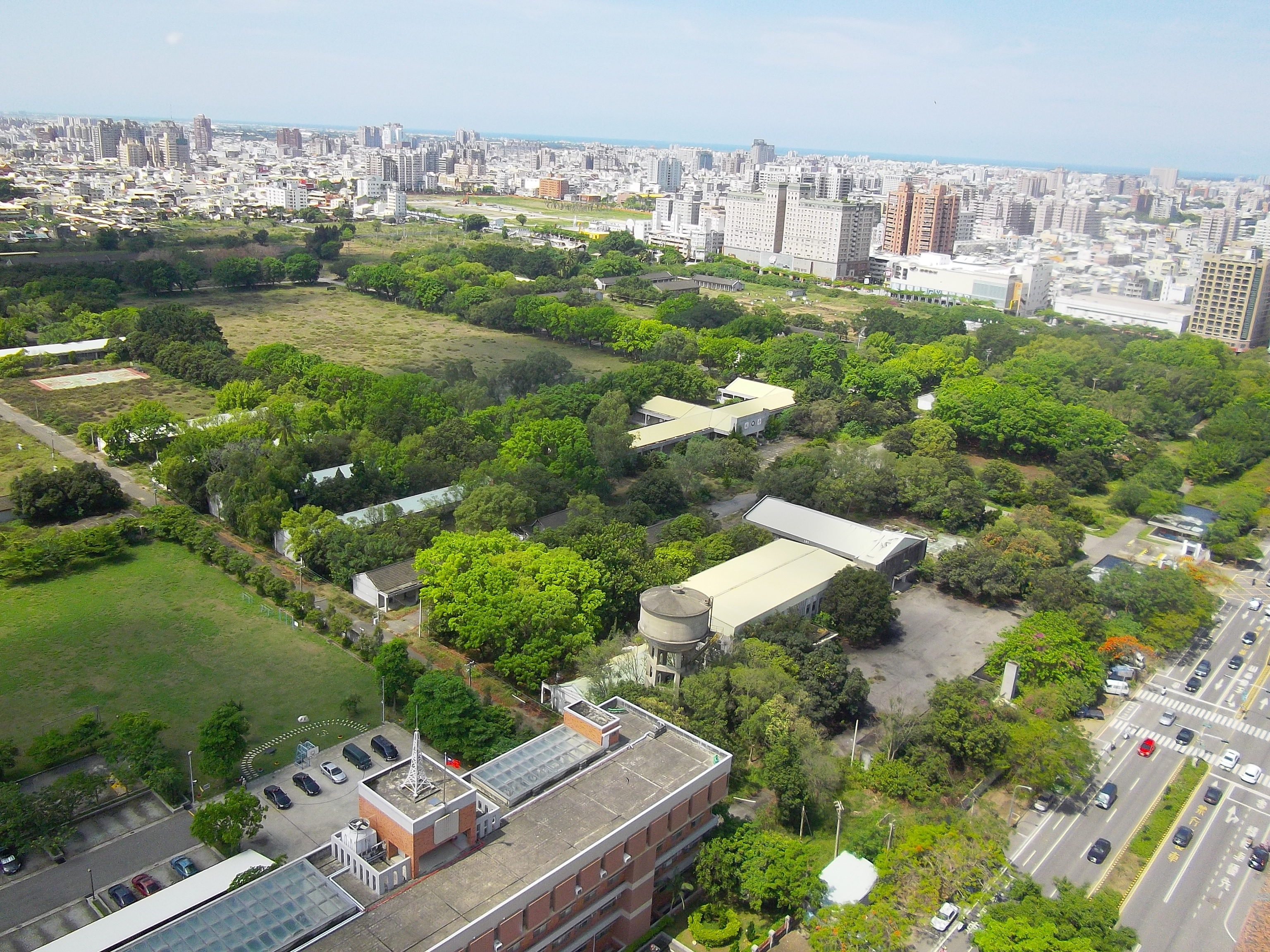
平實營區

平實營區市地重劃區位於東區與永康區交界處，總面積約42.4公頃；鄰近國賓影城、高雄榮民總醫院臺南分院與國立成功大學校區商圈。
範圍包含由市道180號小東路以南、台一線中華東路以東的平實營區及精忠三村範圍內土地。另外，臺南市過去已開發18期重劃區，唯此重劃成立於改制直轄市之後，因此期數重新計算，不繼承過去。

## 歷史
- 2007年陸軍工兵第54群移駐至新化知義營區。
- 2015年3月16日：平實營區市地重劃區動土。
- 2017年10月6日：裕永路完工正式開放通車。
- 2017年12月25日：平實公園正式對外開放。
- 2019年6月20日：平實公園地下停車場開放停車。
- 2020年6月1日：小東路與後甲二路之智慧路邊停車柱開始收費。
- 2022年7月30日：期間限定的移動型美式遊樂園—JETS嘉年華開幕，至10月10日閉幕。
- 2022年11月16日：首條行經平實營區公車路線，902路公車正式營運。[1]
- 2023年2月23日：YouBike2.0平實公園（21車柱）正式啟用營運。
- 2023年10月19日：平實轉運站BOT案第一期工程開工動土，預計2025年底完工。[2]

## 效益
完成重劃後預計提供約7.39公頃商業區及14.04公頃住宅區等用地，約可容納5000人的計畫人口，公共設施用地約19.55公頃， 亦可節省約新臺幣50.19億元之公共設施用地徵收費用及新臺幣13.81億元之公共設施開闢費用；並於重劃完成後增加政府地價稅、土地增值稅、房屋稅等稅收。計畫中的中央公園首先對外開放，而道路、管線等其他公共設施方面隨後亦已啟用。  

## 開闢道路
| - 橫向（東西向）： - 平實路（公道十三，20米道路） - 平實一街 - 平實二街 - 平實三街 - 平實四街 - 平實五路 - 平實六路 - 平實七街 - 平實八街 - 瑞祥街 - 瑞吉街（道路拓寬） | - 縱向（南北向）： - 裕永路 - 後甲一路（部分為橫向） - 後甲二路 - 後甲三街（部分為橫向） |

## 車站專用區
配合中山高速公路大灣交流道通車，於小東路與中華東路口規劃一結合大台南公車、台南捷運藍線、台南捷運綠線且具商業機能的平實轉運站。

## 商業
重劃完成後，臺南市政府將配合建構以中華東路為軸線之副都心商業發展結構：串連國賓影城、南紡購物中心等商場影城設施，提供休閒機能。

## 住宅
市地重劃基地南側及東側住宅區，劃設基地退縮、建構人行道、自行車道等生活設施。

## 公共設施、保留
住宅區與商業區之間保留原地既有的喬木，規劃一佔地7公頃之平實公園，於2017年12月25日開放，並有一20米東西向公園道連接凱旋路及南紡購物中心商圈的公園廣場。由於範圍內擁有多種珍貴樹種，臺南市政府曾委由國立嘉義大學進行現場勘查，確定保留榕樹、楓香、黑板樹、桃花心木等樹種。